# Un polițist incomod
Un polițist incomod (titlul original: în italiană Un poliziotto scomodo) este un film polițist italian, realizat în 1978 de regizorul Stelvio Massi pe un subiect de Danilo Massi, protagoniști fiind actorii Maurizio Merli, Massimo Serato, Mario Feliciani și Olga Karlatos.
A fost a doua colaborare între Massi și Maurizio Merli, care au lucrat împreună la șase filme între 1977 și 1980.

## Rezumat
Comisarul Olmi este cunoscut la Roma pentru metodele sale dure și incoruptibilitatea sa. În timp ce investighează moartea tinerilor Maria și Augusto, el dă peste Loredana, pe care o obligă să depună mărturie. Se pare că ea acoperă greșelile fiului ei Marcello. De asemenea, este implicat Degan, președintele firmei Dogana di Fiumicino, care își câștigă existența și prin comerțul ilegal cu diamante. Din lipsă de dovezi, Olmi trebuie să renunțe la anchetă. Cu toate acestea, infractorii trebuie să-și mute activitatea în străinătate pentru că o încercare de asasinare a lui Olmi a eșuat.
Puțin mai târziu, Olmi investighează urmele unui cerc al traficanților de arme care operează de la o companie de transport. Deranjați în activitățile lor criminale, gangsterii o iau pe iubita lui Olmi, Anna, pe o profesoară și câțiva elevi ca ostatici. Singur și împotriva tuturor regulamentelor, Olmi intră în clădire, ucide toți gangsterii și eliberează ostaticii.

## Distribuție
- Maurizio Merli – comisarul Francesco Olmi
- Massimo Serato – Massimo Degan
- Mario Feliciani – chestorul
- Olga Karlatos – Anna
- Mimmo Palmara – Corchi
- Marco Gelardini – Marcello Degan
- Attilio Duse – brigadierul Ballarin
- Piero Gerlini – jurnalistul prieten al comisarului
- Nello Pazzafini – asasinul
- Alice Gherardi – Lorena
- Luciano Roffi – secretarul lui Degan
- Maurizio Gueli – judecătorul Garganese
- Luigi Casellato – omul fără adăpost
- Mirella Frumenti –

## Trivia
Filmul Un polițist incomod a fost turnat la Roma și Civitanova Marche, orașul natal al regizorului.